# Amandine Blanc
Amandine Blanc est une footballeuse française, née le 5 mars 1996 à Marseille dans les Bouches-du-Rhône. Elle évolue au poste de défenseure à l'Albi Marssac Tarn Football ASPTT en Division 1

## Biographie

### Carrière en club

#### De Gémenos au FCF Monteux (2003-2013)
Amandine Blanc commence la football en club à l'âge de 7 ans à l'US Gémenosienne, dans la ville de Gémenos (Bouches-du-Rhône) située à 20 kilomètres de Marseille, sa ville natale. En 2011, elle rejoint le club de Division 2 Nationale, le FCF Monteux, à l'âge de 15 ans, pour évoluer dans l'équipe des moins de 19 ans.
En parallèle à ses stages en Équipe de France, elle participe au Challenge National U19 avec le club montilien, dont c'est la première participation à cette compétition - mise en place la saison précédente. Elle est titulaire à 15 reprises lors de la saison 2011-2012 et inscrit 6 buts alors que l'équipe finit à la 5e place de son groupe. Blessée en début de saison, elle ne joue que 8 matchs l'année suivante, mais aide son club à se classer à nouveau à la 5e place en fin d'exercice, au milieu d'équipes juniors de clubs de 1re division.

#### De retour dans sa ville natale (2013-2020)
Recrutée par Christophe Parra, entraîneur de l'Olympique de Marseille, Amandine Blanc rejoint son club de cœur et sa ville natale en juillet 2013. Le club phocéen, dont la section féminine a été recrée depuis deux ans, évolue en Division d'Honneur de la Ligue de la Méditerranée. Ambitieux, il a progressé d'un échelon tous les ans et vise la montée en Division 2 à l'issue de la saison 2013-2014 ; Léa Rubio en provenance du PSG et la jeune Amandine Blanc de l'Équipe de France U17 sont les recrues phares de l'intersaison.
Amandine participe à la phase de préparation avec ses coéquipières, mais se blesse une première fois à la cheville à l'entraînement, puis au genou, ce qui compromet sa participation au début du Championnat de DH, mais aussi sa sélection en Équipe de France U19, alors qu'elle faisait partie du groupe réuni par Gilles Eyquem.
Elle reprend la compétition en octobre avec la réserve du club marseillais, puis réintègre l'équipe première en novembre face à Toulon. Elle est titulaire lors de l'entrée en lice réussie de son équipe en Coupe de France (victoire face à Aubune, 3 buts à 1) mais se déplace la rotule du genou droit à l'entraînement quelques jours plus tard. Elle est arrêtée un mois avant que le verdict ne s'aggrave (ligaments croisés endommagés) : une blessure qui nécessite une opération et met un terme à sa saison.
Elle foule à nouveau les terrains d'entraînement au commencement de la saison 2014-2015, mais, insuffisamment remise de sa blessure au genou, elle ne peut participer au bon début de saison de ses partenaires promues en Division 2 (l'équipe occupe la 2e place après sept journées).

#### Retour à l'Olympique de Marseille (2021-2022)
Le 30 août 2021, elle  reprend le foot à 11 et signe un nouveau contrat avec l'Olympique de Marseille.

#### Albi
Elle rejoint l'Albi Marssac Tarn Football ASPTT en 2022.

### Carrière internationale

#### En moins de 16 ans (2012)
Amandine Blanc dispute son premier match en défense centrale de l'Équipe de France U16 en mai 2012 lors d'un match amical en Allemagne, où les jeunes françaises s'imposent, 2 buts à 1, face à leurs homologues allemandes. Amandine retrouve dans cette équipe sa partenaire au FCF Monteux (et plus tard à l'Olympique de Marseille), Eloïse Vallet, et des joueuses comme Lucie Pingeon, Delphine Cascarino, Valérie Gauvin ou encore Juliane Gathrat.
Elle participe ensuite à 4 matchs du tournoi de la Nordic Cup en Norvège, où la France se classe à la troisième place. Après un mauvais départ contre la Suède (défaite 1-0), les Bleuettes écartent successivement la Finlande (5-1, et 1er but d'Amandine Blanc en bleu) et l'Islande (4-0). Pour le gain de la 3e place, elles affrontent finalement l'équipe de Norvège à domicile, qu'elles écartent sèchement 3 buts à 0.

#### En moins de 17 ans (2012-2013)
Remarquée pour ses performances avec l'Équipe de France des moins de 16 ans, Amandine est surclassée en U17 deux mois plus tard, pour compenser des absences dans le secteur défensif en vue de la compétition importante qui s'annonce : la Coupe du monde de football des moins de 17 ans.
Elle participe à un match de préparation contre la Colombie, puis se rend avec ses coéquipières en Azerbaïdjan pour la compétition, avec un statut de remplaçante. Elle est titulaire lors du dernier match de groupe contre la Gambie, qui se clôt sur une victoire 10 buts à 2 de la France, permettant aux Bleuettes d'atteindre les phases finales. Elles y écartent le Nigéria aux tirs-au-but, puis le Ghana (2-0) avant de retrouver la Corée du Nord en finale. Après un match nul dans le temps réglementaire (1-1), l'Équipe de France remporte finalement le titre aux tirs-au-but grâce à deux arrêts décisifs de la gardienne Romane Bruneau. Amandine Blanc côtoie dans cette équipe Championne du monde des joueuses comme Griedge Mbock, Sandie Toletti ou encore Pauline Cousin, sa future partenaire à l'Olympique de Marseille.
Gênée par des blessures en fin de saison 2012, la jeune Marseillaise ne rejoint l'Équipe de France U17 de sa génération que pour la deuxième phase qualificative des Championnats d'Europe 2013 des moins de 17 ans. Elle est titulaire pour les deux derniers matchs : une victoire 2 buts à 0 face à la Finlande, puis un nul (1-1) face à l'Espagne, où elle concède un penalty pour une faute dans la surface. Ce résultat nul élimine douloureusement les Françaises de la compétition pour une différence de but inférieure aux Espagnoles.
Amandine Blanc fait partie, fin 2013, du groupe appelé par Gilles Eyquem pour préparer la phase qualificative des Championnats d'Europe 2014 des moins de 19 ans, mais elle ne peut prendre part à ce rassemblement, blessée lors de la préparation de sa saison avec l'Olympique de Marseille.

## Statistiques et palmarès

### Statistiques
Le tableau suivant présente, pour chaque saison, le nombre de matchs joués et de buts marqués dans le championnat national, en Coupe de France (Challenge de France) et éventuellement en compétitions internationales. Le cas échéant, les sélections nationales sont indiquées dans la dernière colonne.
| Saison    | Club                   | Championnat | Championnat | Championnat | Coupe nationale | Coupe nationale | Coupe nationale | Sélections nationales | Sélections nationales | Sélections nationales |
| Saison    | Club                   | Type        | Matchs      | Buts        | Type            | Matchs          | Buts            | Type                  | Matchs                | Buts                  |
| 2011-2012 | FCF Monteux U19        | CNF19       | 15          | 6           | -               | -               | -               | U16                   | 1                     | 0                     |
| 2012-2013 | FCF Monteux U19        | CNF19       | 8           | 0           | -               | -               | -               | U16 + U17             | 4 + 4                 | 1 + 0                 |
| 2013-2014 | Olympique de Marseille | DH          | 1           | 0           | CdF             | 1               | 0               | -                     | -                     | -                     |
| 2014-2015 | Olympique de Marseille | D2          | 7           | 1           | CdF             | -               | -               | -                     | -                     | -                     |
| 2015-2016 | Olympique de Marseille | D2          | 10          | 1           | CdF             | -               | -               | -                     | -                     | -                     |
| 2016-2017 | Olympique de Marseille | D1          | 8           | 0           | CdF             | -               | -               | -                     | -                     | -                     |
| 2017-2018 | Olympique de Marseille | D1          | 6           | 0           | CdF             | 1               | 0               | -                     | -                     | -                     |

### Palmarès

#### En club
- Championne de Division 2 : 2016 (Olympique de Marseille)
- Championne de Division d'Honneur Méditerranée : 2014 (Olympique de Marseille)
- Vainqueur de la Coupe de la Ligue de Méditerranée : 2014 (Olympique de Marseille)

#### En sélection
- France U17
  - Championne du Monde des moins de 17 ans : 2012 en Azerbaïdjan
- France U16
  - Troisième de la Nordic Cup : 2012 en Norvège